# مذكرات مراهقة (فلم)
مذكرات مراهقة فيلم مصري من إنتاج سنة 2001.

## قصة الفيلم
تدور أحداث الفيلم حول جميلة، التي تتخيل صورة مثالية لفتى أحلامها على أنه "أنطونيو"، الذي أحب ملكة مصر كليوباترا، متخيّلة أيضا أنها هي تلك الملكة، يتصادف وتلتقي به أثناء رحلة مدرسية للأقصر، إنه رؤوف صديق نانسي زميلتها في المدرسة.
تقع جميلة أسيرة لقصة حب رومانسية تسلم فيه جسدها لحبيبها الذي يعدها بالزواج، لكن نانسي التي تحقد على قصة الحب الناجحة لجميلة، تسعى مع صديقها هيثم، الراغب في جسد جميلة لهدم قصة الحب، ويتم تصوير اللقاء الجنسي بين جميلة ورؤوف.
يسافر رؤوف إلى الخارج لعلاج والدته، يحاول هيثم ابتزاز جميلة، عندما ترفض يقوم هيثم بالتشهير بجميلة ويرسل لناظرة المدرسة شريط الفيديو المسجل عليه اللقاء الجنسي، تدبر نانسي موعداً للقاء جميلة، إلا أنها تجد هيثم فيقوم بالاعتداء عليها، يصل رؤوف لينقذها وينقلها إلى المستشفى، بعد أن يتم إجهاضها، يطلبها للزواج، إلا أنها ترفض وترحل هي وأسرتها إلى الخارج.

## بطولة
- هند صبري: (جميلة)
- أحمد عز: (رؤوف)
- شمس: (نانسي)
- محمد رجب: (هيثم)
- إنعام الجريتلي: (أمينة - والدة جميلة)
- سيف عبد الرحمن: (عبد الرحيم - والد جميلة)
- سلوى محمد علي: (وجيدة - عمة جميلة)
- أسماء يحيى: (جيجي - صديقة جميلة)
- هبة أبو الخير: (رضوى - صديقة جميلة)
- ليلى شعير: (ضيفة شرف - والدة رؤوف)
- فادية عكاشة: (ضيفة شرف - والدة نانسي)
- فتحية طنطاوي: (ناظرة المدرسة)
- سيد جبر: (دكتور عيادة النساء)
- متولي الضو: (سليم - صديق رؤوف)

## فريق العمل
- إخراج: إيناس الدغيدي
- قصة: إيناس الدغيدي
- سيناريو وحوار: عبد الحي أديب
- إنتاج: شركة فايف ستارز
- توزيع: الشركة العربية للإنتاج والتوزيع السينمائي
- مونتاج: معتز الكاتب
- موسيقى: راجح داوود
- مدير التصوير: ماهر راضي

## جوائز
حصل من مهرجان القاهرة السينمائي الدولي على جائزة أفضل فيلم عربي.

## انتقادات
أثار الفيلم انتقادات واسعة وحادة في جميع الأوساط العربية لما يحتويه من مواد مثيرة اعتبرها الكثير مخالفة لقيم وتقاليد المجتمع العربي وتمت مقاضاة المخرجة على هذا الفيلم بتهمة خدش الحياء وقذف المحصنات.

## وصلات خارجية
- مقالات تستعمل روابط فنية بلا صلة مع ويكي بيانات
- صفحة الفيلم في قاعدة بيانات الأفلام العربية